# BLUE DRAGON (アニメ)
『BLUE DRAGON』（ブルードラゴン）は、ミストウォーカーのゲームソフト『ブルードラゴン』を原作としたテレビアニメ作品。2007年4月から2009年3月までテレビ東京系各局ほかで放送されていた。

## 概要
主人公のシュウたちをはじめとする少年少女たちが自らの「影」を操り、世界を破滅へと導こうとするネネとの戦いを描く冒険物語。Xbox 360で発売されたテレビゲーム版第1作と基本的設定を同じくするが、細部では主要キャラクターの性格や設定年齢、「影」の能力、オリジナルキャラクターの追加などの各種設定変更が行われている。ナレーションは高塚正也が担当。作中でゲームのBGMが使われている。
2008年4月より新シリーズ『BLUE DRAGON 天界の七竜』（ブルードラゴン てんかいのしちりゅう）と改題。新シリーズは、ハイビジョン制作に変更し、地上波ではテレビ東京系列と山形テレビ、南海放送のみ放送となる。なお、第1期放送開始時でのテレビ雑誌の中で、鳥山明が「アニメに関わる最後の作品」と位置づけていたが、後に『ドラゴンボール改』が放送されており、彼は監修として参加している。

## ストーリー
第1期
遥か昔、光と闇の戦いがあった。そしてその戦いは、七人の光の戦士と呼ばれた者達の力により闇が封印されたことで終わりを迎えた。その事実が神話となった後も、彼らの持っていた影の能力は秘かに受け継がれていた。
そして影の能力に目覚め、世界征服に乗り出し、殺戮と破壊を始めたグランキングダムの王、ネネ。同じく影の能力を持つゾラはその野望を阻止するため、七人の光の戦士の末裔のジーロと共に、残りの末裔を探していた。
タタの村で穏やかな日々を送っていた、ナイトマスターに憧れるシュウと、幼馴染のクルック。彼らの元にもグランキングダムが攻めてきた。戦いの最中、シュウの影、ブルードラゴンが遂に目覚める。
ネネを倒すため、そして悲しみを広げないため、シュウはゾラと共に旅に出ることを決意する。
第2期 天界の七竜
闇の封印から2年、世界滅亡の危機は免れたが、未だに戦火は止まず、世界を統治しようとするロギ率いるローゼンクロイツと、それに対抗するレジスタンスの争いが続いていた。
シュウはブーケやレゴラスと共にレジスタンスとして戦っていたが、ある日、影使いのことを知っている謎の少年ノイが現れ、彼を追ってレッドドラゴンが攻めてくる。ノイの力によってブルードラゴンが復活し、なんとか撃退する。
その後、シュウの元にミヒャエルがレッドドラゴンを影として操り、何かを試すかのように攻撃を仕掛けてくる。
同じ頃、ロギの元にもロッタレースと名乗る人物が現れ、オーディーンを復活させた直後、首都を壊滅させた。
自らを「上位生命体」と名乗る彼らによって、様々な事件が起こり始め、再び世界に異変が生じ始めたことを知ったシュウは、昔の仲間の元へ旅立つことを決意する。

## 登場人物
各キャラクターが使用する「影」もあわせて解説する。

### 主要人物
シュウ
声 - 根本圭子
本作の主人公。七人の光の戦士の末裔の一人。10歳（2期では12歳）。服装は1期ではゲームと同じだが、2期では黄色のTシャツと茶色の半ズボンで、首に緑のバンダナを巻いている。
「これ以上悲しみを広げないため」に世界を守ろうとするなどの感情に任せて物を言うため、冷静なジーロと良く衝突している。
始めは影をまともに出すことすら出来なかったが、数々の戦いを経て徐々に力を付けていくようになる。その後、闇の封印を解いたゾラに対して仲間及び代表として止めることを決意し、またホメロンを殺したデルフィニウムに激しい敵愾心を抱きながらも最終決戦時に一応和解する。その後は仲間達と共に闇及びゾラとの決戦に挑んで勝利し、闇を封印することに成功したものの、影を失ってしまう。
闇との決戦から2年後はレジスタンスの一員としてローゼンクロイツと戦っていたが、新たな脅威である「上位生命体」達の課す試練に挑むこととなり、更にはノイの力によって消えたはずのブルードラゴンも復活し、上位生命体に対抗するために昔の仲間達の影を復活させるために旅に出る。ゾラがいなくなったことにより、実質的なメンバーの指揮を執ることが多くなって、白の旅団の罠を見破ったりするなど成長している。
51話（最終回）ではゴールドドラゴンとの最終決戦に勝利し、その後はノイらと別れた後にプリムラから表彰を受ける。
ブルードラゴン
声 - 高塚正也
シュウの影。非常に好戦的で、プライドが高い。
最初はシュウのことを信用しておらずシュウの意思を無視して勝手に戦ったり、逆に戦わないなどしていたが徐々に信頼を寄せていくようになる。その後、タタの遺跡にてダークドラゴン（声 - 郷里大輔）を倒してパワーアップし、ヴァルキリーを打ち倒すほどの力や闇との決戦の最中に更なる力を身に付けて闇そのものを倒すほどとなったが、最終的には闇の封印と同時に消滅する。
その後は2期においてノイの力によって復活し、ブーケ&ヒポポタマスやブラックドラゴン（ノイ）との合体によって更なる力を得ることとなり、さらにはノイの力でシュウと合体に成功して上位生命体であるファギーノとルドルフに勝利する。
ゾラ
声 - 朴璐美（幼少期 - 岩村琴美）
クールな女剣士。20代前半。
幼少の頃に落盤により父を亡くした際に恐怖と絶望により闇に飲まれ、それ以後は闇の封印を解くために活動し、その過程で自分自身を光の戦士の末裔の一人だと偽って最初に出会ったジーロと共に各地の遺跡を巡り、残りの光の戦士を探すようになる。
その後は闇の封印を解くことに成功したが、後にシュウに敗れてしまい、最終的にはシュウ達によって再び闇が封印された際に微笑を湛えながらバンダナだけを残して消滅した。
その後、2期の終盤でシュウの見た夢の中に登場し、上位生命体との戦いを最初から知っていたと告げた後はシュウに対して「おまえは力を得て何がしたい」と質問し、彼からの真剣な答えを聞き入れると「みんなと共に世界を守るように」とシュウを諭して消える。
キラーバット
声 - 大塚芳忠
ゾラと同じく剣を使い、様々な状況に対応できるオールラウンドな影だが、正体は、ゾラの中に内包されていた闇そのものである。
闇の封印が解かれた後は正体を現して、最終決戦においてシュウ達を圧倒すると共に、初めて言葉を発し、更にはゾラを完全に取り込んで、悪魔のような姿に変貌するも、更なる力を得たブルードラゴンに敗れた。
ジーロ
声 - 浪川大輔
ゾラと行動を共にしていた少年で、七人の光の戦士の末裔の一人。10代前半。
冷静沈着な性格で、直情的なシュウと良く衝突している。また、グランキングダムの侵攻の際に両親と妹を亡くしており、グランキングダムに対して激しい恨みを持っている。
今まで過去を引きずって生きてきたが、後に過去の思惑を吹っ切ることでパワーアップを果たし、闇との決戦後は旅に出る。
その後、影を無くした自分が何をすべきなのかと自問し、影に頼らずに影に打ち勝つ力を身に着けるために2年間ひたすら修行を続けており、デルフィニウムを倒すことを目標として彼女の行方を追っていた。結果として影を持つシュウと同等、またはそれ以上の力を付けるようになる。
シュウとの再会後も影の復活を拒み、情報師のスィーと共に独自に行動を始めるが、後にヒルデガルド戦にて影の復活を果たす。
ミノタウロス
声 - 落合弘治
ジーロの影。ジーロとは対照的に軽い性格で、たびたび不満を言うものの、指示には従う。
闇の封印の際に消滅したが、後にヒルデガルドにより強制的に復活した。
クルック
声 - 葉月絵理乃
シュウの幼馴染の少女であり、七人の光の戦士の末裔の一人でもある。10歳（2期では12歳）。気が強く乱暴な面もあるが、心優しい一面も見せている。また、機械に詳しく、メカの修理や操縦などができる。
最初は影の能力はなく、ゾラと共に旅立つシュウに強引についてきたが、ネネとの対決で全滅しそうになった時に初めて影の能力が発動し、後にパワーアップによってプロテクトフェザーに反射能力がつくようになる。また、途中で仲間になったブーケとも当初は折り合いが悪く、口論を繰り返していたが、後に彼女の過去を知った上でブーケの本質に触れたことで和解し、以降は本当の仲間としてブーケと仲良くなる。
闇との決戦後はしばらくは病院で看護師として働き、その際に大怪我を負ったアンドロポフと再会した。シュウにレジスタンスに誘われていたが、戦う決意が出来ずにアンドロポフの療養を手伝うことを選び、以後は山小屋で彼と共に暮らしながら村の子ども達の面倒を見ていた。後にシュウに協力を求められたことで再び闘う事を決意した。
フェニックス
声 - 坪井木の実
誰かを守ろうとするクルックの意志に答えて発動したクルックの影。常に穏やかな口調で喋る。
防御力に最も優れているために、クルックだけでなく他者を守ることもできるが、シールドで誰かを守っている時は無防備状態となる。また、瞬間移動能力もあるが、使う度にクルックの体力を消耗するために使える回数には限度がある。
闇の封印の際に消滅するが、後にノイの力によって密かに復活する。
ダンスィンズアタック
マルマロ
声 - 雨蘭咲木子
デビー族の少年で、七人の光の戦士の末裔の一人。年齢は不明で、語尾に「マロ」を付ける。
かなりのスケベで、クルックやブーケへセクハラをして殴られるシーンが多く、ブーケの「お乳さま」やパンツに興味津々であるが、同じくパパ（声 - 龍田直樹）もスケベであるためにいつもママ（声 - 一城みゆ希）に怒られている。トラブルメーカーであり、肝心なところで失敗することが多い。
最初は勘違いからシュウ達と対峙するが、後に仲間になって同行する。
闇との決戦後は帰郷して村を守っていたが、再びシュウの旅に同行した。
最終戦決着後はシュウやブーケと共に表彰を受ける。
サーベルタイガー
声 - 堀川仁
マルマロの影。マルマロとは対照的に礼儀正しく、一行の中で最も素早い。
闇の封印の際に消滅するが、後にノイの力によって復活し、ヒポポタマスと合体することによって更にスピードがアップしてステルス能力を得る。
ブーケ
声 - 中島沙樹
シュウ達が助けたウェイトレスの少女で、七人の光の戦士の末裔の一人。年齢は10代前半。髪型はツインテールで、1期では水色と白のウェイトレスのような服装、2期ではピンクのへそ出し衣装を着用している。
少し天然気味でドジだが、一度受けた恩は何があっても返そうと躍起になるなどの律儀な一面がある。また、抜けた面はあるが、芯が強くて真っ直ぐな一面も見せている。チャームポイントは揺れる大きな「お乳さま」。また、透明人間に姿を変えられる特殊な能力を持つが、透明能力を使う際には全裸になる必要がある。また、透明になる事で敵の陣地内に気づかれずに侵入し、行動することができる為諜報活動などにも優れている。度々おっちょこちょいな行動を繰り返し、周囲から「役立たず」と罵られ、好きな人に告白しても役立たずを理由にフラれ続けるといった苦い過去を経験しており、故に現在はこんな自分でも誰かの役に立ちたいという考えを持ち、度々無茶な行動をするようにもなっている。また、とある事がきっかけでシュウに好意を寄せるようになる。ウェイトレスとして働いていた時にチンピラに絡まれていたところをシュウ達に助けられ、その恩返しとしてシュウ達を振り回すが、それに夢中になった事が原因で「仕事をほったらかした」として解雇される。その後は行き場を失ったことでシュウ達に対して「仲間に入れてほしい」と懇願する。ジーロとクルックの反対を受けたものの、その最中に起きた騒動を変身能力を用いて解決に導き、仲間として役に立つ事を認められたことで、以降はシュウ達の旅に同行する。また、仲間になった後もクルックとは口論を繰り返していたが、後にクルックに自身の過去を明かすことで和解し、本当の仲間として仲良くなる。
2期では、シュウと共にレジスタンスに所属して終始シュウを支え、最終戦決着後はシュウやマルマロと共に表彰を受ける。
ヒポポタマス
声 - チョー
ブーケの影。ブーケに「ヒポちゃん」の愛称で呼ばれており、本人もブーケを「姉御」と呼んでいるが、普段は臆病で、実戦では戦えない。
一方で抜群の変身能力を持っているため、一度見た物であるならばそこに書かれた解読不能な文章まで精密に変身する事ができ、エクストラセブンに変身したこともある。さらにはパワーアップにより敵から受けた攻撃もコピー出来るようになったが、使ったのはネネの要塞に乗り込んでザボと対決した時だけであるためにそれ以降は使われることはなかった。
闇の封印の際に消滅したが、後に2期でノイの力によって復活し、他の影と合体して更なる力を与える合体能力を得る。
ノイ
声 - 生天目仁美
謎の少年だが、正体は影の能力を復活させる力を持つ上位生命体の一人で、第2期におけるキーキャラクターである。
なにかと尊大な物言いで、子ども扱いされることを極端に嫌っているが、一方では甘い物が大好物であるなどの子供っぽい一面もある。また、真の姿であるブラックドラゴンへと変身することができ、更にはブルードラゴンと合体することで上位生命体に対抗できるほどの力を授けることができる。
何らかの理由で他の上位生命体を裏切って、シュウ達に同行する。その後、ルドルフとの最終決戦で覚醒し、子竜の姿から成竜の姿になってパワーアップした。
ルドルフとの決戦後の51話（最終回）後半では、上位生命体の議長に選ばれてシュウ達の住む地上を後にした。
ロギ
声 - 伊藤健太郎
グランキングダムの将軍だが、実は七人の光の戦士の末裔の一人である。ゾラとは幼い頃から知り合いであり、左目の切り傷は過去にゾラから受けた傷である。
密かにエクストラセブンの研究を行いながらも「世界には秩序が必要」という理念からネネに従っていたが、後にネネを見限ってローゼンクロイツを発足させる。
闇との決戦後は世界統治のために戦いを続けていたが、上位生命体のロッタレースに首都ごと吹き飛ばされる。しかし、マチルダの助けによって辛うじて生存し、その後は墜落したガレオンに身を潜伏させ、白の旅団のあぶり出しを計画し、戦争に備えて軍備を密かに拡大させる。
ヴァルキリー
声 - 木下紗華
ロギに忠実である人工的に作られた影。
最初はシュウ達を圧倒する力を見せ付けたが、後にパワーアップしたブルードラゴンに敗れる。
オーディーン
ヴァルキリーが敗れた後に姿を現したロギ本来の影。パワーアップしたブルードラゴンと互角の力を持っている。
闇の封印の際に消滅するが、後に人間を試そうとしたロッタレースの力によって復活した。
デスロイ
声 - 白鳥哲
取りついている人の口調を良く真似るネネのペットだが、実は光の戦士の末裔の一人である。
影の「キメラ」を操るが、自分自身では影が発動できない為に人の力を借りて影を発動させることができる。ネネが倒された後はデルフィニウムと行動を共にする。
キメラ
声 - 赤城進
非常に強力な影。額の装置によって自身の属性を変えることで様々な攻撃を無効化する。
闇の封印の際に消滅するが、後にノイの力によって復活する。
デルフィニウム
声 - 木村亜希子
グランキングダムの影使いである諜報員。20代〜30代。
触手を持った3つ首の黒い龍のような影を持ってネネの命令でロギに仕えていたが、後にネネを見限ったロギを裏切ると同時にデスロイによりキメラを発動することも出来るようになる。
その後、闇の決戦ではシュウ達と共闘した。
2期では、ジーロの攻撃をかわしながら各地を転々としていたが、後にノイが影を復活させる力を持っていることを知って、ブーケを人質にシュウを脅迫し、キメラを復活させる。その後、白の旅団に客人として迎えられるが、終盤ではジーロに一時休戦だと告げてシュウとゴールドドラゴンの戦いを見届ける。

### グランキングダム
ネネ
声 - 斎藤志郎
世界征服を企むグランキングダムの首魁。空中要塞にて世界の主要地域を破壊し、同時に影の研究もしている。また、明らかに人とは異なる外見をし、ゲーム版と異なってオネェ言葉を喋る。ゾラの父親とは研究仲間であり、娘であるゾラのこともよく知っている。
一度は圧倒的な力を見せ付けてシュウ達を退けるが、後の再戦ではパワーアップしたシュウの怒りの一撃によって吹き飛ばされて死亡する。
ザボ
声 - 高瀬右光
ネネに忠誠を誓うロボ。ロギのことを疎ましく思っており、彼との仲もあまり良くない。また、ジーロとは因縁があり、過去にジーロの村を壊滅させている。
一行がグランキングダムに攻めてきた時は全員を追い詰めるも激怒したジーロに敗北して大破した。その後、ザボ改として復活して再びジーロを襲い、メカ四天王の沈黙のクウや波乱のマイ、熱波のサイや怒涛のケスの四体と合体してジーロを追い詰めるも、パワーアップしたミノタウロスに敗北した。
その後、2期ではグランキングダムにいた時の記憶を失っており、白の旅団の料理人として働きながらプリムラに仕えるようになる。
イワノフ、グスタフ
声 - 武藤正史、羽多野渉
双子の兄弟。
巧みなコンビネーションでシュウ達を追い詰めるが、ブルードラゴンに敗れる。
二体の影（名称不明）
イワノフとグスタフの影。
それぞれが、攻撃力に優れた剣を持った赤い影と、防御力に優れた盾を持った青い影を操る。
サリナス
声 - 奥田啓人
ジブラル城周辺で起こった悪戯に見せかけた軍施設の破壊工作の犯人。
エクストラセブンを盗み出すが、直後に口封じのためにデルフィニウムに殺される。
マダム・ジョコンダ
傘を差した貴婦人のようなシルエットを持つ影。鬼のような顔をしている。
ドラグノフ
声 - 赤城進
影黒機動部隊司令官（階級は中尉）。「強運のドラグノフ」の異名を持っており、自ら最前線に出る事を好む。子どもである影使いではなく、影だけを攻撃するよう命令したり、戦場以外でシュウに会った際には水を分けたりするなど騎士道精神に溢れた武人。
シュウと正々堂々と戦うが、直後にシュナイダーの影によって致命傷を負わされ、最後はシュウに言葉を残して息を引き取る。
バーサーカー
斧を持っている影。かなり力が強い。

#### 独立遊撃部隊
ルメール
声 - 三木眞一郎
ロギ直属の独立遊撃部隊のナルシストな影使い。
最初はゾラにライバル心を抱いて対決するも敗れる。その後、精神増幅装置でパワーアップして再びゾラに戦いを挑むも敗北し、最後はゾラの力を認めながら息絶えた。
デウカリオン
ルメールの影。
盾に様々な武器を仕込んでおり、盾から発射した鉄球付きチェーンを相手に巻きつけて自分に有利な状況を作り出す戦法を取る。
ギリアム
声 - 土田大
ロギ直属の独立遊撃部隊のサングラスをかけた影使い。同様の鳥型の影を持つ二人の部下と共に、空から攻撃する。
エクストラセブン奪回戦にて、部下のトッド（声 - 赤城進）とビショップ（声 - 花輪英司）を失い、後に弔い合戦としてゾラと戦うも敗北し、部下たちに仇を討てなかったことを詫びながら爆死した。
ユフィール
黒い鳥の姿の影。
サーベルタイガーを凌ぐスピードを誇る。
シンシア
声 - 高口幸子
独立遊撃部隊（階級は大尉）の紅一点。この世で一番美しいと自称しており、「オバサン」と呼ばれるとキレる。自分よりも兵士達に人気のあるブーケやジーロを付け狙っている。サディストの気があり、ジーロが傷つくのを見て興奮していたためミノタウロスに「変態女」と評される。
精神増幅装置によってパワーアップするも、過剰になりすぎて発狂し、最終的にはシュウ達に敗れる形で戦死した。
ヤロヴィート
声 - 赤城進
シンシアの影。赤く丸い体から猛牛に似た角を生やしている。
頑丈な体を生かした戦法を取る。

### ローゼンクロイツ
セルゲイ・アンドロポフ
声 - 山口勝平
ロギ直属の独立遊撃部隊（階級は中尉）のクールな影使いの少年。冷静沈着な性格で、また後方からの支援が主である。
とあることがきっかけでクルックに一目惚れして気にかけるようになるが、後に闇の門番との戦いで重傷を負ったことによりクルックの介護の元2年間療養生活を送るようになる。
その後は、クルックが戦いに巻き込まれることを恐れて、一度はクルックを再び戦場に連れ出そうとしたシュウを追い返すが、後にローゼンロイツと白の旅団との戦争が起こると、戦いを仲裁するためにシュウ達に協力する。
アールヴヘイム
アンドロポフの影。
水晶のようなもので全身が覆われて中心に眼のような赤い球体と四本の腕を持っている。
索敵能力に優れて、情報収集を得意とする。また、全身の水晶を飛ばして攻撃することができる。
シュナイダー
声 - 川田紳司
ロギ直属の独立遊撃部隊（階級は曹長）の影使い。自分の住んでいた村がグランキングダムに壊滅させられたが、その際にロギに才能を見出されて独立遊撃部隊の一員となる。初登場時はロギ率いる独立遊撃部隊と共にグランキングダム国境の渓谷に包囲網を敷き、侵入してきたシュウ達一行を待ち伏せし単独行動していたブーケを襲撃する。しかしブーケがラー族の超能力を使用し透明となった為彼女を見失い逃してしまう。ドラグノフにその際の戦闘データを渡しに行き、そのまま部隊をサポートするために留まる。しかし、騎士道精神を持って戦うドラグノフとは気が合わずシュウと戦っている隙を狙って弓矢で射殺した。
その後、闇との決戦ではアンドロポフとのコンビネーションを組むために、シュウ達を先に行かせた。闇の門番との死闘の末に勝利はしたものの、最後はアンドロポフを気にかけながら息絶える。
イザヴェル
数本の矢を背負っている影。
後方支援を得意とするが、矢は発射後に無数に分裂し、アールヴヘイムとのコンビネーションで最大限に力を発揮する。
マチルダ・オブ・アルバローズ
声 - 岩村琴美
ローゼンクロイツ首都のアルバローズ出身であるロギの側近で、フレースベルグの艦長。
ゼピュロス
マチルダの影。
自分だけでなく、相手を強制的に瞬間移動させることも可能な為、この能力でロギを救って雲隠れさせた。
ミリアルド
声 - 山中真尋
ロギの部下。特攻隊に属していたが、白の旅団により倒された。
ブランティス
声 - 赤城進
ロギの部下である兵士。
アドミラル
声 - 高塚正也
ロギの部下である兵士。

### ジブラル王国
レゴラス
声 - 堀内賢雄
金色のアフロヘアーの男。体の中に重要書類を隠すことができるという隠し芸もある。
シュウ達の旅に一時は同行したが、2年後はレジスタンスのリーダー（自称）となる。
ジブラル王
声 - 千田光男
ジブラル王国を治める王で、髭を生やした年配の男性。シュウ達に親切に接するが、後にグランキングダムの空中要塞の攻撃により死亡する。
コンラッド・L・ローレンツ
声 - 宮本充
シュウの尊敬するナイトマスター。生身でありながら影にも対抗できる高い戦闘力を持ち、また大剣を自在に操って突風を起こすこともできる。
グランキングダムに捕らえられるが、シュウ達に助けられて残存兵を集めて戦力を整えるようになる。その後、2期ではグリーズやタネルと共に旅をし、シュウ達と再び合流した後は上位生命体のアジトを目指すこととなり、44話でシュウとノイを庇って死亡したと思われたが、51話（最終話）にて生存していたことが明らかになる。

### 天界
ルドルフ
声 - 小山力也
上位生命体のリーダー（真の姿と影は金色の竜）で、天界の声の正体。
ミヒャエルやロッタレースなどに指令を送り、後に白の旅団とローゼンクロイツの戦争を強制的に終結させるために世界は隔てる巨大な壁を作り出し、同時に暴走を始めたミヒャエルを石化してしまう。
力を主とした統一に疑問を感じてシュウ達の前に現れ、上位生命体の繁栄に役に立つデータを採取するために二者択一の選択肢を持ちかけるが、最終的には上位生命体の繁栄に役に立たないとみなして人類を滅ぼそうと画策するなど自信家で傲慢な考えを持つ。
その後はその事に反対するロッタレースを消そうとヒルデガルドに指令を下したところ、シュウ達に妨害されたためにシュウと対峙。カイザースヴェルトを操ったり、自身の持つ圧倒的な力でブルードラゴンを追い詰めるも、最終的にはぶつかり合いの末に完全に消滅した。
ミヒャエル
声 - 鳥海浩輔
上位生命体の一人（真の姿と影は紅い竜）。力を欲する者に「ドラゴンスケール」を与えており、ルドルフの様々な指令に従っている。
ブルードラゴンに傷を負わされて以降は、シュウを「候補者」として見て、度々試練と称して彼に執着するが、後に度重なる試練の酷使を含めた命令無視を重ねたことにより、ルドルフによって石化させられる。
ロッタレース
声 - 豊口めぐみ
上位生命体の一人（真の姿と影は白い竜）。通称として「ロッタ」と呼ばれている。
「候補者」としてロギを狙ったが、「思考が短絡的」と判断して首都ごと吹き飛ばす。その後、欲の少ないブーケに興味を持って試練の対象に選ぶが、後にブーケの行動やルドルフの不審な動き、シュウの言葉や人類の光景から徐々に疑問を抱き始める。
最終的にはルドルフに対して、「人類は滅ぼすべきではない」と反対の意を示したが、聞き入れてもらえず、さらに密かにノイを手助けしていたことが露見したためヒルデガルドとの戦闘で消されそうになるも、シュウとブーケに救われる。
最終決戦後は議長としてノイを指名し、彼やヒルデガルドと共に地上を後にした。
ファギーノ
声 - 高木渉
上位生命体の一人（真の姿と影はピンクの竜）で、食べることが好きで常に食べ物をほお張っている巨漢の人物。
天界にてシュウ達を迎え撃つも、シュウと合体したブルードラゴンとの戦闘で死亡する。
ヒルデガルド
声 - 内田夕夜（男） / 浅野真澄（女）
上位生命体の一人（真の姿と影は緑の竜）。男と女の二重人格を持っており、また竜に変身している時は手足や尻尾が延びるためにかなりリーチが長く、人間の状態でも腕が伸びる。また、竜の形態では、本来は片方は男、片方は女の人格を持つ双頭の竜だが、終盤のロッタレースとの戦闘で危機に陥るまで、片方は隠していた。
最終決戦では、ルドルフの指令でロッタレースを消すために襲い掛かったところ、シュウとブーケに妨害され、直後にルドルフから新たな指令を下されるが、上位生命体の数が減ったことで「種の保存」のために戦いには参加せずに中立の立場としてシュウとルドルフの戦いを見届ける。
最終決戦後は、議長としてノイを指名し、彼やロッタレースと共に地上を後にした。

### 白の旅団
ドクトル・タルコフスキー
声 - 廣田行生
白の旅団の創設者で、グランキングダムの元科学者。組織を指揮しているが、実際にヴァーミリアンを救った過去を持っている。
当初はプリムラの神託だけを信じて行動しており、神託を信じようとしないシュウの説得にも耳を貸さなかったが、プリムラの言葉やシュウの行動により考えを改めてシュウを信用し、シュウ達に協力するようになる。
ヴァーミリアン
声 - 竹本英史
白の旅団の師団長である金髪の剣士で、ナイトマスターと同格の実力を持つ「シュバリエ」の長（隊長）。
最初はシュウ達に対して、プリムラと会うことを反対して度々妨害していたが、後に神子の決心に身を任せて同行し、シュウと対話した際には彼の強い意志を認めてシュウを信用するようになる。
その後、ルドルフ襲来時にはシュウらを逃がし、シュウにプリムラのことを託して自身はルドルフと戦うも戦死する。
フリオーソ
声 - 鈴木千尋
知略に優れる銀髪碧眼の剣士で、「シュバリエ」のNo.2の地位にある副隊長。兵器開発班を指揮しており、二人きりの時はヴァーミリアンを敬称を付けずに呼んでいる。
当初はプリムラの神託だけを信じて行動しており、神託を信じようとしないシュウに対して敵意を露わにしたが、後に考えを改めたドクトルの指示で攻撃を止め、渋々ながらシュウに協力する。
その後は、プリムラの神託がないことに苦悩し、さらには戦い続けるシュウ達の姿に疑問を抱いていたが、直後にクルックに諭されたことや彼らの戦う姿を改めて見たことで全ての迷いを吹っ切って決意を新たにし、世界の命運をシュウ達に託すことを決心する。その後、天界に行くシュウ達に対して上位生命体が攻撃を仕掛けようとした際には身を挺して守り抜き、その際打ち破った攻撃の爆発に巻き込まれて戦死する。
プリムラ
声 - 佐藤利奈
予知能力を持つ赤い目をした少女だが、正体はゾラから切り離された善の心をタルコフスキーによって人の姿に変えられた人ならざる者である。
シュウの夢で助けを求め、預言をしている時にシュウ達に危機が迫っていることを知り、城を抜け出して会うことを決意する。その後は、シュウと対面し、一時的に行動していくうちに改めて彼を信頼していき、後にシュウを信用しようとしないドクトルを諭す。その後、天界では上位生命体を消滅させるために動き出すが、直後にシュウに止められて事なきを得る。
最終決戦後は世界を守るために行動したシュウやブーケ、マルマロの功績を称えて表彰する。
アリュール
声 - 間宮康弘
フリオーソの部下であるシュバリエ。ローゼンクロイツとの戦いでロギの攻撃からフリオーソを庇って死亡する。

### その他の人物
ホメロン
声 - 森川智之
変装や催眠術等が得意な名情報師。しゃべり方はオカマ口調である。
情報をただ伝えるだけの仕事に無力さを感じて仕事を辞めていたが、後にシュウ達に感化されて協力する。
その後はエクストラセブンの行方を捜し出すために奔走するが、最後はデルフィニウムの影によって致命傷を負わされてしまい、そのまま息絶える。
トント
声 - 坂本千夏
シュウが訪れた村に住む子供。両親を影使いに殺されており、今は姉（声 - 大原さやか）と一緒に暮らしている。しかし、幼すぎたため両親が殺されたことは覚えていない。
かつてグランキングダムが村に攻めてきた際に影を目撃し、以降は影使いに憧れを抱くようになる。その後、出会ったシュウが影使いであることを知り、彼に対して憧れていたが、後に盗賊を相手に影を使わずに殴られ続けていたシュウの姿を見たことで、影使いになることを諦めて盗賊になることを誓うようになってしまう。
主人
声 - 吉野裕行
本名不明であるグランキングダムの脱走兵。
人を殺す日々に嫌気が差してグランキングダムを脱走し、結果として追われる身になりながらも森の中で宿屋を営むようになる。
その後、やって来たグランキングダムの兵にばれたために殺されかけるが、マルマロによって助けられる。
影
声 - 新井里美
主人の影。
戦闘力は皆無だが、主に色仕掛けなどで相手を惑わして隙を作る。また、影でありながらも主人と夫婦関係にあり、主人がグランキングダムを脱走した後は一緒に宿屋を経営している。
スィー
声 - 木下紗華
ホメロンの妹。兄と同じく変装が得意で、護身術も多彩である。
兄の意思を受け継いでシュウ達をサポートし、後にジーロと共に情報を得る。
リンダ
声 - 遠藤綾
ノイの初恋の相手。
シュミットによって村を支配されていたが、自分の目の前でドラゴンに変身したノイに救われた。その後、村の人達がノイやシュウ達に難色を示す中で別れ際に「ありがとう」と感謝の言葉を伝えた。
シュミット
声 - 青山穣
リンダの住む村を支配している敵。
ロボット兵を使って彼女の住む村を奇襲したが、ドラゴンに変身したノイに倒された。
ロム、マリ
声 - 小林ゆう、藤田咲
クルック達と一緒にいた子供。
ドナ、レイラ
声 - 上田純子、岩村琴美
シュウ達が訪れた町にいた美人の踊り子。
元々は美しさもなく、他の若い踊り子に嫉妬していたところをミヒャエルに出会い、ドラゴンスケールを与えられた。その後、その力により人に芽生えた嫉妬を吸収して美しさを保っていたが、マルマロによって倒された。
グリーズ
声 - 木下浩之
コンラッドと共にいたナイトマスターの老人。
世界で起こっている異変を調査するためにライバッハの地下遺跡に行う。その後、43話で戦死したものと思われたが、最終話で生存が確認された。
ダネル
声 - 甲斐田裕子
グリーズが雇った情報師。
43話でドラゴンに襲撃されたグリーズを庇おうとして共に死亡したものと思われていたが、同様に生存が確認された。
クレスタ
声 - 岸尾だいすけ
レジスタンスのリーダーで、グランキングダムの元貴族。今の境遇に満足いっておらず、不満に思っている。
かつて同じレジスタンスを率いるレゴラスから協力を求められたが、「力不足だ」という理由で協力を拒む。
その後、ローゼンクロイツのバレンコ率いる部隊と戦った際に圧倒的な戦力の前に恐れをなし、仲間に全てを任せて逃走していたところをミヒャエルと出会い、ドラゴンスケールによって影の力を与えられた。その後は影を使って部隊を圧倒し、直後に駆け付けたシュウと戦うも敗北する。
バレンコ
声 - 西凜太朗
ローゼンクロイツの一員（階級は大佐）。
部隊を率いてクレスタ率いるレジスタンスと戦い、一時は追い詰めるもドラゴンスケールにより影の力を与えられたクレスタによって逆に追い詰められてしまう。その後、負けを認めて降伏しようとしたところをクレスタに殺されかけるが、直後に駆け付けたシュウ達によって救われる。

## 兵器
影黒壱式
ロボットでありながら影を使うことの出来る兵器。子供達のエネルギーを利用して動いている。
影黒弐式
壱式の改良型。同じく影も強化されている。
影黒参式
影黒シリーズの完成形。影は出さないが、本体が影に匹敵する戦闘能力を持っている。
また、ナノマシンによって何度でも復活する影黒参式改もいるが、参式以降は空中移動も可能である。
影黒四式
影黒シリーズの最新型。参式までは全自動型だったが、四式では兵士が身に着ける強化服の様なタイプになっており、中に人が入ることで操って戦う。
ローゼンクロイツ軍が初めて使用し、後にレジスタンスの主力となっている。また、青色のシュウ専用機も存在したが、六式によって破壊された。
影黒六式
ローゼンクロイツ軍が主力に使っている影黒最新型。圧倒的な力でレジスタンスを苦しめている。
ガレオン
ネネが乗り込んでいたゲーム版とそっくりの移動空中要塞。巨大なアームを持ち、要塞下部に国一つを消滅させる威力を持った大砲も備えている。
ネネが倒された際にその衝撃で崩壊し、そのまま墜落したが、後に2期において上位生命体の襲撃から生き延びたロギの活動拠点及び潜伏先として登場を果たすこととなる。
飛行戦艦
グランキングダム軍やサバル軍、ローゼンクロイツ軍が使用していた戦闘用の飛空挺。
第2期ではローゼンクロイツ軍が主に使用し、第1話にて旗艦らしきものが登場している。
ノーグ
グランキングダムの老朽艦。艦長（声 - 赤城進）や副長（声 - 鉄野正豊）、機関長（声 - 御園行洋）やロボット兵のみで運用されている。
デルフィニウムを乗せたために証拠隠滅として乗組員共々消されかけるが、後にホメロンに命を救われた礼としてシュウ達に情報を伝える。
ロギ専用飛行戦艦
第1期でロギが使用していた飛行戦艦。全体が赤色になっている。
援護射撃等の様々な活躍を見せるが、最後は闇の中で闇影の大群と共に自爆する。
ブリューナク
白の旅団が所有している対影用巨大移動砲座。上位生命体をも圧倒させる威力を持つが、機動力に問題がある。そのため、通称「ドン亀」と呼ばれている。
また、これにそっくりな「対影砲」も存在する。
スレイプニル
新生ローゼンクロイツが開発した、影黒参式以上の力を持つロボット兵器。パイロット搭乗機から無人機を操縦できるシステムを搭載しており、5本のシッポのようなものからビームが出せる。
対影用バズーカ
手持ち可能な一発限定の対影用兵器。ブリューナクには劣る（およそ8分の1）が、サーベルタイガーの腕を消し去るほどの威力がある。
白の旅団の旗艦
白の旅団専用の飛空挺。プリムラ専用の個室がある。
戦闘機（白の旅団）
白の旅団所有の戦闘機。攻撃力や速度は並であるが、対影用バズーカを搭載したものも開発されている。
フレースベルグ
新生ローゼンクロイツが所有する巨大戦艦。スレイプニルの搭載が可能で、ユグドラシル砲を装備している。
ユグドラシル砲
新生ローゼンクロイツが所持する巨大エネルギー砲。威力はガレオンとほぼ同じだけの破壊力を持つ。

## 国・組織・地名
グランキングダム
ネネを王とした軍事国家。
影を人工的に作り出す装置を始めとし、また圧倒的な軍事力を誇っている。
ネネが倒されたことによって崩壊するが、後に残存兵がレジスタンスとして活動していることが2期で判明する。
ジブラル王国
ジブラル王によって治められている国。
城塞都市となっており、ヘクサスチールという金属で固められた城壁は過去200年間破られたことがない。また、コンラッド率いる近衛騎士団の他に銃器兵と呼ばれるサイクロプス部隊がある。
ガレオンの砲撃により消滅する。
ローゼンクロイツ
グランキングダム崩壊後にロギが発足した組織。
世界に秩序をもたらすことを目的としている。
アルバローズ
ローゼンクロイツの首都。
ロッタレースの力によって壊滅する。
コリン
情報貿易によって栄えている街。
サバル
グランキングダムの元同盟国。
当初は軍事援助を受けていたが、後に反旗を翻す。
ラクリマ
羽を生やした人々が住む国。
グランキングダムによって崩壊する。
ブランディッシュの大森林
悪魔と恐れられるウルバックを始めとした危険なモンスターが徘徊する危険地帯。
カステロデラテスタ
グランキングダムの基地。
アルカズ収容所
カステロデラテスタの近くにある収容所。コンラッドが捕らえられていた。
白の旅団
タルコフスキーが創設した組織。
影の完全排除を目的に行動しながらもプリムラの神託に従った行動を取るが、後にシュウに協力を求められたことで手を組んで上位生命体に挑むこととなる。
ニルヴァーナ
白の旅団の本拠地で、第2期オープニングに出ている町（旅団2人のバック絵）。プリムラがいる。
ライバッハ
歴史のある町並みを誇る宗教都市。地下には竜の神殿（天界の竜のアジト）がある。
ファギーノとヒルデガルドが攻め込んで来た為に一夜のうちに崩壊した。
ネスト
コンラッド達が訪れた神殿。
コンラッド一行の話によると、滝に囲まれて辺り一面に花畑があるところに神殿があり、祖先が造ったと思われる黄金の小さな石碑（カギ）があるが、そこにはズメイの場所が刻まれており、文字から推測したところで古代人が造った神殿であることが判明する。
ファニータウン
クリューゲルに行く途中にある街。美人なお姉さんが売るビックリケーキ（ケーキの中から人が出る）が話題のケーキ屋があり、お偉いさんが莫大なお金を投資するほどに有名である。
サハランチア
美食の街。かつては栄えており、あらゆる料理の達人や美食家が集まっていたが、後にファギーノの襲来により廃墟と化した。
アタール村
ローゼンクロイツが世界の壁を破壊するために占拠した村。村人を避難させてユグドラシル砲を使おうとしたが、直後にシュウが救ったために崩壊は免れた。
モア
ヒルドガルドがシュウ達に試練を与えた街。街はかなり綺麗で煌びやかでありながら、赤い煙を出す工場では旅人を囚人として捕らえては強制労働をさせていた。
後にシュウ達が囚人を解放したために、武器を取って戦争へと発展することとなる。
ファルカンの滝
プリムラの預言の場所と推測された場所。滝周辺には辺り一面喉かな花畑が広がる。
予想が的中し、クルックを救うためにこの場所を後にした。
ズメイ
ノイとコンラッド達が訪れた神殿。
辺り一面瓦礫の山に加えて火山帯があるために荒れ果てている。また、神殿の最深部には、昔に上位生命体と会っていたことを証明される天界へ通じる道があり、そこにはマスドライバーという乗り物がある。それに乗ると天界の神殿へ行くことができるが、そこには数対のドラゴンがたくさん眠っているために、危険になると目覚めて襲ってくる。
カイザースヴェルト/天界の城
上位生命体のアジト。天界の城が続く道があり、そこにはたくさんのトラップがある上に、ルドルフの意思で竜型の移動要塞に変形することが出来る。
また、中央部にそびえる七本の塔には、本来ならば第二部のサブタイトルでもある「天界の七竜」が立つべきだが、本編に出てきた上位生命体はノイを含めて6体のため、1体足りない。ノイはその空いた塔には、自分達上位生命体と同じくドラゴンの影を持つシュウが立つべきと推測していたが、実際のところは不明である。
終盤にてブルードラゴンの戦いでルドルフが倒された際に、その衝撃で崩壊し、直後に地上でボロボロになった姿で登場する。

## 用語
影
人の影から現れる異形の存在。これを操るものは影使いと呼ばれており、かつて七人の光の戦士達が使っていたと言われているが、ブルードラゴンのように自我を持つ者や持たない者もいる。
誰にでも発現する可能性があり、日食の日に生まれた者が最もその能力を濃く受け継ぐが、後にネネの開発した装置によって人工的に作ることも可能となっている。
闇
かつて七人の光の戦士によって封じられた存在。闇に触れた者は内側から蝕まれるように消滅してしまう。
ネネが倒された後はゾラの手によって35万年ぶりに封印が解かれて世界を飲み込み始めるが、最終的にはシュウ達を始めとした七人の光の戦士の末裔達によって再び封印される。
その後、2期において登場する上位生命体がその祖先であることが判明する。
闇の勢力
闇から出現する影。闇影と呼ばれており、一撃で葬れるほどに脆いものの、攻撃力が高い上にすさまじい数で攻めてくる。
また、人を取り込んで闇影に変える能力を持っており、極少数ではあるものの、パワーアップした影達を凌ぐほどの強さを持つ者もいる。
はじまりの書
世界を救った戦士達の神話が綴られた世界最古の本。写本がいくつも作られている。
エクストラセブン
「はじまりの書」の原本にのみ存在する最後の7ページのこと。7ページにそれぞれ影のパワーアップ方法が記されているが、全て暗号化されている。
精神増幅装置
通称ブローチと呼ばれている装置。
影をパワーアップさせることができるが、使い続けると心身に異常を来たす欠陥を持っている。
上位生命体
天界の住人だが、正体は宇宙人で、同時に闇の祖先である。
影は姿や形は違えど全てドラゴンで、更には自分の影と合体することが出来る。また、全部で5人（ノイを含めると6人）いる。
以前より地球を見守っていたが、後に闇との戦いを見て介入を開始し、『候補者』を探すようになる。
その後、ミヒャエルがルドルフによって石化させられ、更にはファギーノとルドルフがシュウと合体したブルードラゴンに倒されたために、現在は議長に選ばれたノイと生き残ったロッタレース、ヒルデガルドのみが存在する。
候補者
上位生命体が探していた影使いの下界代表。
シュウやロギ、クルックなどの七人の光の戦士が狙われている。
ドラゴンスケール
対象物の体内に入り込んで様々な力を与えるアイテム。使用者の分身を生み出すこともできる。
神託の儀式
白の旅団の巫女であるプリムラが未来の予言（神託）をする時に行う儀式。神託は、プリムラとコンピューターの連動により相手の動きを正確に予測するための情報システムにすることもできる。
情報師
依頼により様々な情報を提供する情報のプロ。ホメロンとスィーは、その中でも最高クラスと言われる。
ナイトマスター
騎士の最高位。他国に様々なナイトマスターがいる。
ブリューナクソード
白の旅団が製作した対影用大剣。リミッターを解除する事で上位生命体の攻撃に対抗できるほどのパワーを発揮する。

## スタッフ
- 原案 - 坂口博信
- キャラクター原案 - 鳥山明
- 監督 - ユキヒロマツシタ
- シリーズ構成 - 大和屋暁
- キャラクターデザイン - 二宮常雄
- プロップデザイン - 大畑晃一、宮脇謙史
- 美術監督 - 谷村心一
- 美術設定 - 東潤一→児玉陽平
- 色彩設計 - いわみみか。
- 撮影監督 - 松本敦穂
- 編集 - 松村正宏
- 音楽 - 植松伸夫、大橋恵
- 音響監督 - 高桑一
- 音響制作 - 立石弥生（神南スタジオ）
- 音楽プロデューサー - 渡辺隆
- プロデューサー - 東不可止、稗田晋、萩野賢、足立聡史
- アニメーションプロデューサー - 津野竜之輔
- 製作 - テレビ東京、studioぴえろ

## 主題歌

### 第1期
オープニング
「FRIEND」（第1話 - 第26話）
作詞・歌 - 橘慶太 / 作曲 - T2ya / 編曲 - Koma2 Kaz
「ムネニキボウヲ」（第27話 - 第51話）
作詞・歌 - 遼花 / 作曲 - 遼花、溝口和彦 / 編曲 - 溝口和彦

エンディング
「Fly So High」（第1話 - 第16話）
作詞 - TIGER / 作曲・編曲 - FLYING GRIND / 歌 - 山田優
「Kokoro」（第17話 - 第26話）
作詞 - SPIN / 作曲 - 本間昭光 / 編曲 - 中村太和 / 歌 - SS501
「Hana」（第27話 - 第38話）
作詞・歌 - 光岡昌美 / 作曲・編曲 - 田中直
「セピア」（第39話 - 第51話）
作詞 - 吉田安英 / 作曲 - Kiichi / 編曲 - 清水信之 / 歌 - D-51

### 第2期
オープニング
「光の指す方へ」（第1話 - 第26話）
作詞 - chihiRo / 作曲 - kubota / 編曲・歌 - JiLL-Decoy association
「青い未来」（第27話 - 第51話）
作詞 - 秋元康 / 作曲 - 鈴木大輔 / 編曲 - 野中“まさ”雄一 / 歌 - 渡り廊下走り隊

エンディング
「蕾」（第1話 - 第14話）
作詞 - chihiRo / 作曲 - Jin Nakamura / 編曲 - Jin Nakamura、JiLL-Decoy association / 歌 - JiLL-Decoy association
「Sunnyday」（第15話 - 第26話）
作詞・歌 - Lead / 作曲・編曲 - 本山清治
「イ〜じゃナイ!?」（第27話 - 第39話）
作詞 - Shoko / 作曲・編曲 - 藤澤慶昌 / 歌 - 下川みくに
「蕾 〜tsubomi〜」（第40話 - 第51話）
作詞・歌 - 下川みくに / 作曲 - ats- / 編曲 - 松ヶ下宏之

## 各話リスト
| 話数                   | サブタイトル         | シナリオ    | 絵コンテ                    | 演出             | 作画監督                              | 放送日         |
| BLUE DRAGON            | BLUE DRAGON          | BLUE DRAGON | BLUE DRAGON                 | BLUE DRAGON      | BLUE DRAGON                           | BLUE DRAGON    |
| ---------------------- | -------------------- | ----------- | --------------------------- | ---------------- | ------------------------------------- | -------------- |
| 1                      | 影、発動             | 大和屋暁    | ユキヒロマツシタ            | ユキヒロマツシタ | 二宮常雄                              | 2007年 4月7日  |
| 2                      | 蒼き力               | 大和屋暁    | 今千秋                      | 今千秋           | 大竹紀子                              | 4月14日        |
| 3                      | シュウとジーロ       | 大和屋暁    | 松本マサユキ                | 松本マサユキ     | Kim Sang Yeop                         | 4月21日        |
| 4                      | 切り札はパンツ       | 大和屋暁    | サトウ光敏                  | サトウ光敏       | 窪詔之                                | 4月28日        |
| 5                      | ゼネラル・ロギ       | 大和屋暁    | ユキヒロマツシタ            | 清水明           | 南伸一郎                              | 5月5日         |
| 6                      | ふわふわのむぎゅ     | 大和屋暁    | 今千秋                      | 浅見松雄         | 西城隆詞                              | 5月12日        |
| 7                      | 貴婦人のわな         | 大和屋暁    | サトウ光敏                  | 堀内直樹         | 安藤幹彦                              | 5月19日        |
| 8                      | ナイトマスター       | 大和屋暁    | 石平信司                    | 土屋浩幸         | 辻美也子                              | 5月26日        |
| 9                      | プロポーズ大作戦     | 大和屋暁    | 松本マサユキ                | 松本マサユキ     | Kim Sang Yeop                         | 6月2日         |
| 10                     | ロギ、襲来           | 大和屋暁    | 有富興二                    | 清水明           | 大竹紀子                              | 6月9日         |
| 11                     | 包囲網を突破せよ     | 大和屋暁    | 有富興二                    | 剛田隼人         | 南伸一郎                              | 6月16日        |
| 12                     | ドラグノフ特攻       | 千葉克彦    | 阿部雅司                    | 浅見松雄         | 小野田貴之                            | 6月23日        |
| 13                     | 潜入                 | 下山健人    | サトウ光敏                  | サトウ光敏       | 小田真弓                              | 6月30日        |
| 14                     | クルックの想い       | 隅沢克之    | 原田浩                      | ヤマトナオミチ   | 辻美也子                              | 7月7日         |
| 15                     | 希望への指針         | 大和屋暁    | 松本マサユキ                | 西村博昭         | Seo Kum Sook、Baek Sung Chan          | 7月14日        |
| 16                     | はじまりの書         | 大和屋暁    | 秋津南                      | 堀内直樹         | 菅原浩喜                              | 7月21日        |
| 17                     | ホメロンは死んだ     | 千葉克彦    | ユキヒロマツシタ            | 土屋浩幸         | 大竹紀子                              | 7月28日        |
| 18                     | 愛しの影             | 浦沢義雄    | 原田浩                      | 清水明           | 小野田貴之                            | 8月4日         |
| 19                     | 遺跡のなぞ           | 大和屋暁    | 原田浩                      | 剛田隼人         | 南伸一郎                              | 8月11日        |
| 20                     | 囚われのナイト       | 下山健人    | サトウ光敏                  | サトウ光敏       | 大竹紀子、二宮常雄 安藤幹彦、小栗寛子 | 8月18日        |
| 21                     | 追跡・情報師         | 大和屋暁    | 松本マサユキ イワナガアキラ | 西村博昭         | Seo Kum Sook、Baek Sung Chan          | 8月25日        |
| 22                     | きえきえのいや〜ん   | 浦沢義雄    | 小林孝志                    | 堀内直樹         | 菅原浩喜                              | 9月1日         |
| 23                     | 蒼穹へ               | 千葉克彦    | ユキヒロマツシタ            | 清水明           | 辻美也子                              | 9月8日         |
| 24                     | 悪魔の追撃           | 千葉克彦    | 原田浩                      | 剛田隼人         | 小野田貴之                            | 9月15日        |
| 25                     | VS独立遊撃隊         | 大和屋暁    | 原田浩                      | 土屋浩幸         | 南伸一郎                              | 9月22日        |
| 26                     | 恐乱のシンシア       | 大和屋暁    | 阿部雅司                    | サトウ光敏       | 大竹紀子                              | 9月29日        |
| 27                     | ロギの船へ           | 下山健人    | 秋津南                      | 堀内直樹         | 菅原浩喜                              | 10月6日        |
| 28                     | こそこそのどきゅん   | 下山健人    | ユキヒロマツシタ            | ユキヒロマツシタ | 杉藤さゆり、小田真弓                  | 10月13日       |
| 29                     | エクストラセブン     | 大和屋暁    | イワナガアキラ              | 西村博昭         | Baek Sung Chan                        | 10月20日       |
| 30                     | 闇のドラゴン         | 千葉克彦    | 阿部雅史 ユキヒロマツシタ   | 清水明           | 辻美也子                              | 10月27日       |
| 31                     | 強き者               | 下山健人    | 原田浩                      | 剛田隼人         | 小野田貴之                            | 11月3日        |
| 32                     | 影使いの弟子         | 浦沢義雄    | サトウ光敏                  | サトウ光敏       | 窪詔之                                | 11月10日       |
| 33                     | パンツ天国           | 浦沢義雄    | 秋津南                      | 堀内直樹         | 菅原浩喜                              | 11月17日       |
| 34                     | ギリアム再び         | 大和屋暁    | 須間雅人                    | 土屋浩幸         | 大竹紀子                              | 11月24日       |
| 35                     | 光るカバ             | 千葉克彦    | イワナガアキラ              | 西村博昭         | Beak Sung Chan                        | 12月1日        |
| 36                     | ひそひそのどっかん   | 浦沢義雄    | 原田浩                      | 清水明           | 中島美子、谷口守泰                    | 12月8日        |
| 37                     | 決戦・空中要塞       | 大和屋暁    | 阿部雅司                    | 剛田隼人         | 小野田貴之                            | 12月15日       |
| 38                     | 最後の戦い           | 大和屋暁    | ユキヒロマツシタ            | ユキヒロマツシタ | 辻美也子                              | 12月22日       |
| 39                     | 凱旋                 | 下山健人    | 秋津南                      | 堀内直樹         | 菅原浩喜                              | 2008年 1月5日  |
| 40                     | ローゼンクロイツ     | 千葉克彦    | 原田浩                      | サトウ光敏       | 窪詔之                                | 1月12日        |
| 41                     | 籠の中の小鳥         | 大和屋暁    | イワナガアキラ              | 西村博昭         | Baek Sung Chan                        | 1月19日        |
| 42                     | 覚醒                 | 浦沢義雄    | 須間雅人                    | 清水明           | 大竹紀子                              | 1月26日        |
| 43                     | 七人の光の戦士       | 下山健人    | 石平信司                    | 剛田隼人         | 小野田貴之                            | 2月2日         |
| 44                     | 真実                 | 千葉克彦    | 原田浩                      | 土屋浩幸         | 中島美子、谷口守泰                    | 2月9日         |
| 45                     | ぷるぷるのぽよん     | 大和屋暁    | 秋津南                      | 堀内直樹         | 菅原浩喜                              | 2月16日        |
| 46                     | 不協和音             | 千葉克彦    | 阿部雅司                    | サトウ光敏       | 辻美也子                              | 2月23日        |
| 47                     | 闇の中へ             | 浦沢義雄    | 原田浩                      | 西村博昭         | Baek Sung Chan                        | 3月1日         |
| 48                     | 二つの誓い           | 下山健人    | 石平信司                    | 清水明           | 窪詔之                                | 3月8日         |
| 49                     | ゾラ                 | 大和屋暁    | 秋津南                      | 剛田隼人         | 小田真弓                              | 3月15日        |
| 50                     | 絆                   | 大和屋暁    | 内藤明吾                    | 土屋浩幸         | 中島美子、谷口守泰                    | 3月22日        |
| 51                     | シュウ               | 大和屋暁    | ユキヒロマツシタ            | サトウ光敏       | 大竹紀子                              | 3月29日        |
| BLUE DRAGON 天界の七竜 |                      |             |                             |                  |                                       |                |
| 1                      | 紅き竜               | 大和屋暁    | ユキヒロマツシタ            | ユキヒロマツシタ | 辻美也子                              | 2008年 4月5日  |
| 2                      | ノイ                 | 大和屋暁    | 石平信司                    | 清水明           | 山本佐和子                            | 4月12日        |
| 3                      | 漢の勝負             | 大和屋暁    | 秋津南                      | 堀内直樹         | 菅原浩喜、川口弘明                    | 4月19日        |
| 4                      | 欲望の鱗             | 千葉克彦    | 原田浩                      | ヤマトナオミチ   | 窪詔之                                | 4月26日        |
| 5                      | 朽ちたピラミッド     | 浦沢義雄    | 平井義通                    | 平井義通         | Baek Sung Chan                        | 5月3日         |
| 6                      | それぞれの道         | 大和屋暁    | サトウ光敏                  | サトウ光敏       | 谷口守泰、中島美子                    | 5月10日        |
| 7                      | 初恋                 | 浦沢義雄    | 原田浩                      | 剛田隼人         | 小田真弓、二宮常雄                    | 5月17日        |
| 8                      | 彼女の選択           | 千葉克彦    | 佐藤卓哉                    | 土屋浩幸         | 辻美也子                              | 5月24日        |
| 9                      | 愛のダンス           | 下山健人    | 秋津南                      | 堀内直樹         | 菅原浩喜、川口弘明                    | 5月31日        |
| 10                     | どきどきのぽわん     | 大和屋暁    | 石平信司                    | 清水明           | 谷口守泰、杉藤さゆり                  | 6月7日         |
| 11                     | ミヒャエル           | 千葉克彦    | 平井義通                    | 平井義通         | Baek Sung Chan                        | 6月14日        |
| 12                     | ノイの決断           | 千葉克彦    | ユキヒロマツシタ            | ヤマトナオミチ   | 甲田正行、窪詔之                      | 6月21日        |
| 13                     | 白の旅団             | 大和屋暁    | サトウ光敏                  | サトウ光敏       | 辻美也子                              | 6月28日        |
| 14                     | 導きの少女           | 大和屋暁    | 原田浩                      | 剛田隼人         | 安藤幹彦、小管洋                      | 7月5日         |
| 15                     | へろへろのばたん     | 浦沢義雄    | 秋津南                      | 堀内直樹         | 菅原浩喜                              | 7月12日        |
| 16                     | 突入ニルヴァーナ     | 大和屋暁    | 原田浩                      | 土屋浩幸         | 門智昭                                | 7月19日        |
| 17                     | ちゅるちゅるのあはん | 浦沢義雄    | 秋津南                      | 平井義通         | Baek Sung Chan                        | 7月26日        |
| 18                     | 竜の街               | 千葉克彦    | ユキヒロマツシタ            | 清水明           | 小田真弓                              | 8月2日         |
| 19                     | 地下に眠りしもの     | 千葉克彦    | 石平信司                    | 剛田隼人         | 小野田貴之                            | 8月9日         |
| 20                     | ロッタとノイ         | 大和屋暁    | サトウ光敏                  | サトウ光敏       | 甲田正行、窪詔之                      | 8月16日        |
| 21                     | 新たなる竜           | 大和屋暁    | ユキヒロマツシタ            | 土屋浩幸         | 辻美也子                              | 8月23日        |
| 22                     | ヒポポタマン         | 千葉克彦    | 秋津南                      | 堀内直樹         | 菅原浩喜                              | 8月30日        |
| 23                     | マダムのささやき     | 浦沢義雄    | 原田浩                      | 佐々木真哉       | Baek SungChan                         | 9月6日         |
| 24                     | 死者の帰還           | 大和屋暁    | 石平信司                    | 清水明           | 門智昭                                | 9月13日        |
| 25                     | とどかぬ声           | 下山健人    | 原田浩                      | 剛田隼人         | 小野田貴之                            | 9月20日        |
| 26                     | 彼女の望み           | 千葉克彦    | サトウ光敏                  | サトウ光敏       | 甲田正行                              | 9月27日        |
| 27                     | 開戦                 | 大和屋暁    | 岩永彰                      | 土屋浩幸         | 辻美也子                              | 10月4日        |
| 28                     | スレイプニル飛翔     | 大和屋暁    | 秋津南                      | 堀内直樹         | 川口弘明                              | 10月11日       |
| 29                     | 神託の力             | 大和屋暁    | ユキヒロマツシタ            | ユキヒロマツシタ | 門智昭                                | 10月18日       |
| 30                     | 分かたれた世界       | 大和屋暁    | 赤坂三十郎                  | 佐々木真哉       | Baek SungChan、Seo NumSoot            | 10月25日       |
| 31                     | 騎士と少女           | 大和屋暁    | 原田浩                      | 清水明           | 小田真弓、金子誠                      | 11月1日        |
| 32                     | 美食の街             | 浦沢義雄    | 赤坂三十郎                  | 合田隼人         | 小野田貴之                            | 11月8日        |
| 33                     | マチルダ出撃         | 下山健人    | サトウ光敏                  | サトウ光敏       | 甲田正行                              | 11月15日       |
| 34                     | 偽りの笑顔           | 浦沢義雄    | 原田浩                      | 堀内直樹         | 川口弘明                              | 11月22日       |
| 35                     | 最後の試練           | 大和屋暁    | ユキヒロマツシタ            | ユキヒロマツシタ | 辻美也子                              | 11月29日       |
| 36                     | 決断の刻             | 大和屋暁    | 石平信司                    | 土屋浩幸         | 門智昭                                | 12月6日        |
| 37                     | ヴァーミリアン       | 大和屋暁    | 大畑晃一                    | 剛田隼人         | 小野田貴之                            | 12月13日       |
| 38                     | 美しき世界           | 浦沢義雄    | 石平信司                    | 佐々木真哉       | Seo NumSoot、Heo HyeJung              | 12月20日       |
| 39                     | よみがえる力         | 川端信也    | 大畑晃一                    | 清水明           | 二宮常雄、門智昭                      | 12月27日       |
| 40                     | 失われた神殿         | 下山健人    | 原田浩                      | サトウ光敏       | 甲田正行                              | 2009年 1月10日 |
| 41                     | 花園                 | 浦沢義雄    | 赤坂三十郎                  | 堀内直樹         | 山口弘明                              | 1月17日        |
| 42                     | モグモグのバフ〜ン   | 大和屋暁    | 原田浩                      | 土屋浩幸         | 安藤幹彦、波間田正俊                  | 1月24日        |
| 43                     | ズメイ攻防           | 川端信也    | ユキヒロマツシタ            | ユキヒロマツシタ | 辻美也子                              | 1月31日        |
| 44                     | 空へ                 | 川端信也    | 石平信司                    | 剛田隼人         | 小野田貴之                            | 2月7日         |
| 45                     | 上位生命体           | 大和屋暁    | 大畑晃一                    | 清水明           | 門智昭、金子誠                        | 2月14日        |
| 46                     | 天界の城             | 大和屋暁    | 中村謙一郎                  | 佐々木真哉       | Seo KumSook、Heo HyeJung              | 2月21日        |
| 47                     | ロッタ               | 浦沢義雄    | 原田浩                      | 堀内直樹         | 川口弘明                              | 2月28日        |
| 48                     | 最後の決戦           | 大和屋暁    | サトウ光敏                  | サトウ光敏       | 甲田正行                              | 3月7日         |
| 49                     | カイザースヴェルト   | 大和屋暁    | 大畑晃一                    | 土屋浩幸         | 小田真弓                              | 3月14日        |
| 50                     | 記憶                 | 大和屋暁    | 赤坂三十郎                  | 剛田隼人         | 辻美也子                              | 3月21日        |
| 51                     | 青い空               | 大和屋暁    | ユキヒロマツシタ            | ユキヒロマツシタ | 波間田正俊                            | 3月28日        |

## 放送局
| 放送地域       | 放送局             | 放送期間                      | 放送日時               | 放送区分       | 備考                |
| 第1期          | 第1期              | 第1期                         | 第1期                  | 第1期          | 第1期               |
| -------------- | ------------------ | ----------------------------- | ---------------------- | -------------- | ------------------- |
| 関東広域圏     | テレビ東京         | 2007年4月7日 - 2008年3月29日  | 毎週土曜 9:00 - 9:30   | テレビ東京系列 | 制作局              |
| 大阪府         | テレビ大阪         | 2007年4月7日 - 2008年3月29日  | 毎週土曜 9:00 - 9:30   | テレビ東京系列 |                     |
| 愛知県         | テレビ愛知         | 2007年4月7日 - 2008年3月29日  | 毎週土曜 9:00 - 9:30   | テレビ東京系列 |                     |
| 北海道         | テレビ北海道       | 2007年4月7日 - 2008年3月29日  | 毎週土曜 9:00 - 9:30   | テレビ東京系列 |                     |
| 岡山県・香川県 | テレビせとうち     | 2007年4月11日 - 2008年4月2日  | 毎週水曜 7:30 - 8:00   | テレビ東京系列 |                     |
| 日本全域       | BSジャパン         | 2007年4月13日 - 2008年4月4日  | 毎週金曜 18:30 - 19:00 | テレビ東京系列 | 字幕放送            |
| 福岡県         | TVQ九州放送        | 2007年4月14日 - 2008年4月5日  | 毎週土曜 7:00 - 7:30   | テレビ東京系列 |                     |
| 長崎県         | 長崎放送           | 2007年4月15日 - 2008年4月6日  | 毎週日曜 10:30 - 11:00 | TBS系列        |                     |
| 新潟県         | 新潟テレビ21       | 2007年4月15日 - 2008年4月20日 | 毎週日曜 6:30 - 7:00   | テレビ朝日系列 |                     |
| 宮城県         | 東日本放送         | 2007年4月16日 - 2008年4月21日 | 毎週月曜 16:24 - 16:54 | テレビ朝日系列 |                     |
| 福島県         | 福島中央テレビ     | 2007年4月17日 - 2008年4月2日  | 毎週火曜 16:22 - 16:50 | 日本テレビ系列 | [ 6 ]               |
| 高知県         | テレビ高知         | 2007年4月17日 - 2008年4月15日 | 毎週火曜 16:24 - 16:54 | TBS系列        |                     |
| 青森県         | 青森朝日放送       | 2007年4月18日 - 2008年4月23日 | 毎週水曜 16:00 - 16:30 | テレビ朝日系列 |                     |
| 大分県         | 大分朝日放送       | 2007年4月18日 - 2008年4月23日 | 毎週水曜 16:24 - 16:54 | テレビ朝日系列 |                     |
| 山形県         | 山形テレビ         | 2007年4月19日 - 2008年4月10日 | 毎週木曜 16:25 - 16:55 | テレビ朝日系列 |                     |
| 秋田県         | 秋田朝日放送       | 2007年4月19日 - 2008年4月24日 | 毎週木曜 16:00 - 16:30 | テレビ朝日系列 |                     |
| 沖縄県         | 琉球朝日放送       | 2007年4月21日 - 2008年4月26日 | 毎週土曜 6:30 - 7:00   | テレビ朝日系列 |                     |
| 広島県         | 広島ホームテレビ   | 2007年4月21日 - 2008年4月26日 | 毎週土曜 7:00 - 7:30   | テレビ朝日系列 |                     |
| 石川県         | 北陸朝日放送       | 2007年4月22日 - 2008年4月27日 | 毎週日曜 6:30 - 7:00   | テレビ朝日系列 |                     |
| 鳥取県・島根県 | 日本海テレビ       | 2007年5月1日 - 2008年4月29日  | 毎週火曜 15:55 - 16:24 | 日本テレビ系列 |                     |
| 岩手県         | 岩手めんこいテレビ | 2007年5月2日 - 2008年4月30日  | 毎週水曜 17:24 - 17:54 | フジテレビ系列 |                     |
| 静岡県         | テレビ静岡         | 2007年5月5日 - 2008年5月17日  | 毎週土曜 11:00 - 11:30 | フジテレビ系列 |                     |
| 熊本県         | 熊本朝日放送       | 2007年5月6日 - 2008年5月4日   | 毎週日曜 6:30 - 7:00   | テレビ朝日系列 |                     |
| 長野県         | 長野放送           | 2007年5月9日 - 2008年5月7日   | 毎週水曜 15:30 - 16:00 | フジテレビ系列 |                     |
| 愛媛県         | 南海放送           | 2007年5月14日 - 2008年5月19日 | 毎週月曜 16:21 - 16:50 | 日本テレビ系列 |                     |
| 日本全域       | AT-X               | 2007年5月30日 - 2008年5月14日 | 毎週水曜 10:00 - 10:30 | CS放送         | リピート放送あり    |
| 日本全域       | キッズステーション | 2008年4月3日 - 2009年4月9日   | 毎週木曜 7:30 - 8:00   | CS放送         | リピート放送あり    |
| 滋賀県         | びわ湖放送         | 2008年4月24日 - 2009年4月16日 | 毎週木曜 5:40 - 6:10   | 独立UHF局      |                     |
| 第2期          |                    |                               |                        |                |                     |
| 関東広域圏     | テレビ東京         | 2008年4月5日 - 2009年3月28日  | 毎週土曜 9:00 - 9:30   | テレビ東京系列 | 制作局 同時字幕放送 |
| 大阪府         | テレビ大阪         | 2008年4月5日 - 2009年3月28日  | 毎週土曜 9:00 - 9:30   | テレビ東京系列 | 同時字幕放送        |
| 愛知県         | テレビ愛知         | 2008年4月5日 - 2009年3月28日  | 毎週土曜 9:00 - 9:30   | テレビ東京系列 | 同時字幕放送        |
| 岡山県・香川県 | テレビせとうち     | 2008年4月9日 - 2009年4月1日   | 毎週水曜 7:30 - 8:00   | テレビ東京系列 |                     |
| 日本全域       | BSジャパン         | 2008年4月11日 - 2009年4月3日  | 毎週金曜 18:30 - 19:00 | テレビ東京系列 | 字幕放送            |
| 福岡県         | TVQ九州放送        | 2008年4月12日 - 2009年4月4日  | 毎週土曜 7:00 - 7:30   | テレビ東京系列 |                     |
| 北海道         | テレビ北海道       | 2008年4月13日 - 2009年4月5日  | 毎週日曜 10:30 - 11:00 | テレビ東京系列 | [ 8 ]               |
| 山形県         | 山形テレビ         | 2008年4月17日 - 2009年4月9日  | 毎週木曜 16:25 - 16:55 | テレビ朝日系列 |                     |
| 日本全域       | AT-X               | 2008年5月21日 - 2009年5月13日 | 毎週水曜 10:00 - 10:30 | CS放送         | リピート放送あり    |
| 愛媛県         | 南海放送           | 2008年5月26日 - 2009年5月18日 | 毎週月曜 16:21 - 16:50 | 日本テレビ系列 |                     |
| 日本全域       | キッズステーション | 2009年4月16日 - 2010年4月8日  | 毎週木曜 7:30 - 8:00   | CS放送         | リピート放送あり    |
| 滋賀県         | びわ湖放送         | 2009年4月23日 - 2010年4月8日  | 毎週木曜 5:40 - 6:10   | 独立UHF局      |                     |

### 国外放送
| 国   | 放送局               | 放送期間                                                                     | 放送日時                                      | 備考 |
| ---- | -------------------- | ---------------------------------------------------------------------------- | --------------------------------------------- | ---- |
| 台湾 | Cartoon Network 台湾 | 第1期：2008年11月7日 - 2009年10月19日 第2期：2009年10月26日 - 2010年10月18日 | 毎週金曜 19:00 - 19:30 毎週金曜 19:30 - 20:00 |      |

## 〜空中都市の闘い〜空中都市の伝説
『Vジャンプ』2008年7月号から2009年6月号に連載された漫画。原作はシリーズ構成の大和屋暁、漫画は作画監督の大竹紀子。第22話と第23話の間に当たる物語で、ヒルデガルドは本編に先行して登場している。

### あらすじ（漫画）
上位生命体の手がかりを求めて空中神殿都市フリューゲルにやってきたシュウ達。そこは上位生命体のジランダが守護する街だが、神官のエバ以外は全て機械人形しかいない街であった。